# 武昌狂蛛
武昌狂蛛（学名：Zelotes wuchangensis）为平腹蛛科狂蛛属的动物。在中国大陆，分布于湖北、浙江、安徽、广东、江苏、河北等地。该物种的模式产地在湖北。